# 毛脉五味子
毛脉五味子（学名：Schisandra pubinervis）为五味子科五味子属下的一种。